# 维博纳蒂
维博纳蒂（義大利語：Vibonati），是意大利萨莱诺省的一个市镇。总面积20.34平方公里，人口3237人，人口密度159.1人/平方公里（2009年）。ISTAT代码为065156。